# Кумаритов, Вадим Вилордович
Кумаритов Вадим Вилордович (род. 18 августа 1970, Цхинвали) — заслуженный тренер России, заслуженый работник физической культуры Российской Федерации, заслуженный работник физической культуры и спорта Республики Северная Осетия-Алания, генеральный менеджер, старший тренер национальной сборной команды России по греко-римской борьбе (с 2005 года)м.

## Биография
Родился 18 августа 1970 г. в Цхинвале.
Генеральный менеджер сборной России по греко-римской борьбе.
Член исполкома Федерации спортивной борьбы России 
Мастер спорта, заслуженный тренер России, заслуженный работник физической культуры Российской Федерации, заслуженный работник физической культуры и спорта Республики Северная Осетия-Алания.
Окончил Дальневосточный государственный университет (ДВГУ) и Национальный государственный университет физической культуры им. П. Ф. Лесгафта.

## Награды
- Медаль ордена «За заслуги перед отечеством II-й степени»[4]
- Благодарность Президента Российской Федерации[5]
- Почетный знак Министерство спорта РФ «За заслуги в развитии физической культуры и спорта»
- медаль Министерство спорта РФ «Николая Озерова»
- Нагрудный знак Министерство спорта РФ «Отличник физической культуры и спорта»
- Почетный знак Олимпийского комитета России «За заслуги в развитии олимпийского движения в России»
- медаль Министерства обороны РФ «За укрепление боевого содружество»
- медаль «За вклад в развитие Российского спорта»
- медаль Республики Северная Осетия-Алания «Во Славу Осетии»
- Орден Республики Южная Осетия-Алания
- «Орден Дружбы»